# Nanteuil-la-Forêt
Nanteuil-la-Forêt is een gemeente in het Franse departement Marne in de regio Grand Est en telt 176 inwoners (1999).

## Geschiedenis
Nanteuil-la-Forêt maakte deel uit van het kanton Châtillon-sur-Marne totdat dit op 22 maart 2015 werd opgeheven en de gemeente werd opgenomen in het op die dag aanzienlijk uitgebreide kanton Épernay-1, dat verder geheel in het arrondissement Épernay ligt. Nanteuil-la-Forêt maakte echter nog tot 31 maart 2017 deel uit van het arrondissement Reims.

## Geografie
De oppervlakte van Nanteuil-la-Forêt bedraagt 15,0 km², de bevolkingsdichtheid is 11,7 inwoners per km².
De onderstaande kaart toont de ligging van Nanteuil-la-Forêt met de belangrijkste infrastructuur en aangrenzende gemeenten.

## Demografie
Onderstaande figuur toont het verloop van het inwonertal (bron: INSEE-tellingen).

1. ↑  Populations de référence 2022.